# Trasferimento radiativo

Trasferimento radiativo in atmosfera terrestre

In fisica dell'atmosfera con il termine di trasferimento radiativo si intende quell'insieme di processi di interazione tra radiazione e materia che avvengono nell'atmosfera terrestre e che determinano il trasferimento di radiazione dallo spazio fino alla superficie e viceversa.

## Descrizione
La radiazione di origine solare e la radiazione di origine terrestre nell'attraversare l'atmosfera interagiscono con i costituenti chimici che la compongono; l'assorbimento e la diffusione sono i due principali fenomeni di estinzione cui è soggetta la radiazione solare che attraversa l'atmosfera, ma accanto all'estinzione di radiazione si deve considerare il fenomeno dell'emissione di radiazione a onda lunga dalla superficie terrestre e dall'atmosfera; è infatti noto che la materia quando si trova a una temperatura superiore allo zero assoluto (-273,16 °C) emette onde elettromagnetiche, dunque, all'interno del sistema terra-atmosfera, il campo radiativo è in ogni punto determinato dalla componente solare, che subisce assorbimento, diffusione e riflessione e dalla componente di origine terrestre, che viene emessa dalla superficie e dall'atmosfera e subisce anch'essa assorbimento, diffusione e riflessione.
Il Sole e la Terra vengono comunemente considerati come corpi neri (perfetti assorbitori) e dunque emettono radiazione secondo la legge di corpo nero di Planck ovvero la curva di distribuzione spettrale della radiazione ha la forma definita dalla legge di Planck:
{\displaystyle \ \beta _{\lambda }(T)={\frac {2hc^{2}}{\lambda ^{5}(\exp {\frac {ch}{k{\lambda }T}}-1)}}}
Tale curva ha un picco più o meno accentuato in corrispondenza della lunghezza d'onda di massima emissione, definita dalla legge di Wien, che per il sole è nell'intervallo di lunghezze d'onda del visibile (circa 0,5 micron) mentre per la terra è nell'infrarosso (circa 10 micron).
L'intensità della radiazione solare diviene trascurabile attorno ai 4 micron, mentre l'intensità della radiazione terrestre diviene importante dai 4 micron, per cui le due componenti sono distinte ed infatti vengono dette componente a onda corta e a onda lunga. 
Il trasferimento radiativo all'interno dell'atmosfera può essere descritto attraverso un'equazione differenziale per ognuna delle due distinte componenti: quella a onda corta solare e quella a onda lunga terrestre.
Per la componente solare l'equazione differenziale deve tener conto dei fenomeni dell'emissione del sole, dell'assorbimento e della diffusione di tale radiazione nell'atmosfera, mentre per la componente terrestre l'equazione differenziale deve tener conto dell'emissione da parte della superficie e da parte di ogni strato atmosferico oltre che naturalmente dell'assorbimento e della diffusione realizzati dallo stesso strato emettente.
Dunque anche considerando separatamente le due componenti le complicazioni sono notevoli poiché l'equazione differenziale necessita di condizioni al contorno (in superficie e all'estremità superiore dell'atmosfera) e per ricavare la soluzione occorre realizzare un'integrazione su tutta la colonna atmosferica considerando il contributo fornito da ogni strato sia all'estinzione (assorbimento e diffusione) sia all'emissione.
Una forma completa dell'equazione differenziale del trasferimento radiativo per una fissata lunghezza d'onda nell'intervallo delle onde lunghe è la seguente:
{\displaystyle \ dF=-k_{a,\lambda }\rho FdS-k_{d,\lambda }\rho FdS+k_{e,\lambda }B_{\lambda }(T)\rho dS}
in cui il termine al primo membro è la variazione dell'intensità del fascio di radiazione nell'attraversare un generico strato atmosferico di densità  {\displaystyle \rho }; il primo termine al secondo membro indica il decremento subito dal fascio di intensità F dovuto all'assorbimento da parte dello strato di densità {\displaystyle \rho } e caratterizzato da un coefficiente di assorbimento {\displaystyle K_{a}}; il secondo termine al secondo membro è analogo al primo termine, ma in questo caso l'estinzione di radiazione è dovuta a diffusione da parte dello strato atmosferico di densità {\displaystyle \rho } e coefficiente di diffusione di calore {\displaystyle K_{d}}; infine il terzo termine (positivo) indica l'emissione di corpo nero dovuta allo strato atmosferico di densità  {\displaystyle \rho } caratterizzato da un coefficiente di emissione {\displaystyle k_{e}} e da una temperatura media T.
Nel caso delle onde corte l'equazione differenziale è analoga, ma il termine di emissione degli strati atmosferici non esiste (poiché l'atmosfera assorbe e riemette solo onde lunghe) e deve essere sostituito, nel calcolo del contributo dello strato più alto di atmosfera, dal valore del campo radiativo di origine solare rilevato appena all'esterno dell'atmosfera (costante solare) che costituisce la sorgente radiativa che nell'attraversare ogni strato subirà i processi di estinzione che di strato in strato ne indeboliranno l'intensità.
Nella pratica per l'integrazione dell'equazione differenziale si ricorre a metodi numerici con l'ausilio del calcolatore in quanto per l'integrazione analitica necessita della conoscenza dei coefficienti di assorbimento e diffusione, della densità e della temperatura di ogni porzione infinitesima di atmosfera; tali grandezze sono fortemente variabili con il tempo e dipendono da pressione, temperatura, umidità dipendenti a loro volta anche dalle interazioni radiative che stiamo determinando.
A tali complicazioni si aggiunge il fatto che la formulazione matematica dell'equazione del trasferimento radiativo illustrata risulta valida per un intervallo infinitesimo di lunghezze d'onda e dunque, una volta trovata una soluzione a una certa lunghezza d'onda, l'equazione dev'essere a sua volta integrata su tutte le lunghezze d'onda (nell'intervallo delle onde corte e nell'intervallo delle onde lunghe), tenendo conto che i coefficienti utilizzati sono funzione anch'essi dalla lunghezza d'onda.